# Volksschwimmhalle Lankow
Die Volksschwimmhalle Lankow war eine Volksschwimmhalle im Schweriner Stadtteil Lankow in Mecklenburg-Vorpommern. Von 2016 bis 2017 fand eine Sanierung und ein Umbau statt, bei dem neben einem kleinen Schwimmbecken 16 Wohnungen entstanden. Die Schwimmhalle mit dem markanten Wellendach stammte vom Hallenser Architekten Herbert Müller, den Umbau entwarf das Schweriner Architekturbüro Schelfbauhütte. Das Dach besteht aus hyperbolischen Paraboloidschalen (auch: „HP-Schalen“) und erhielt deswegen 2015 Denkmalschutz. 2019 wurde der Umbau von der Kreditanstalt für Wiederaufbau (KfW) ausgezeichnet.

## Lage und Ausstattung
Die Halle befindet sich in der Lübecker Straße 266 am Nordostufer des Lankower Sees. Auf einer Fläche von rund 1550 m² verfügte sie ursprünglich über zwei Schwimmbecken und eine Sauna sowie die dazugehörigen Sanitär- und Umkleidebereiche.

## Historie
Das Gebäude wurde 1976 fertiggestellt. 2012 ist der Betrieb in Folge des Neubaus der Schwimmhalle am Großen Dreesch eingestellt worden. Es wurden verschiedene Nachnutzungskonzepte vorgeschlagen, die jedoch nicht umgesetzt werden konnten.
Von August 2016 bis September 2017 erfolgte eine Sanierung des Gebäudes. Dabei entstanden neben dem neuen Schwimmbereich und einer Praxis acht Maisonettewohnungen sowie acht Etagenwohnungen.

## Architektonische Besonderheit

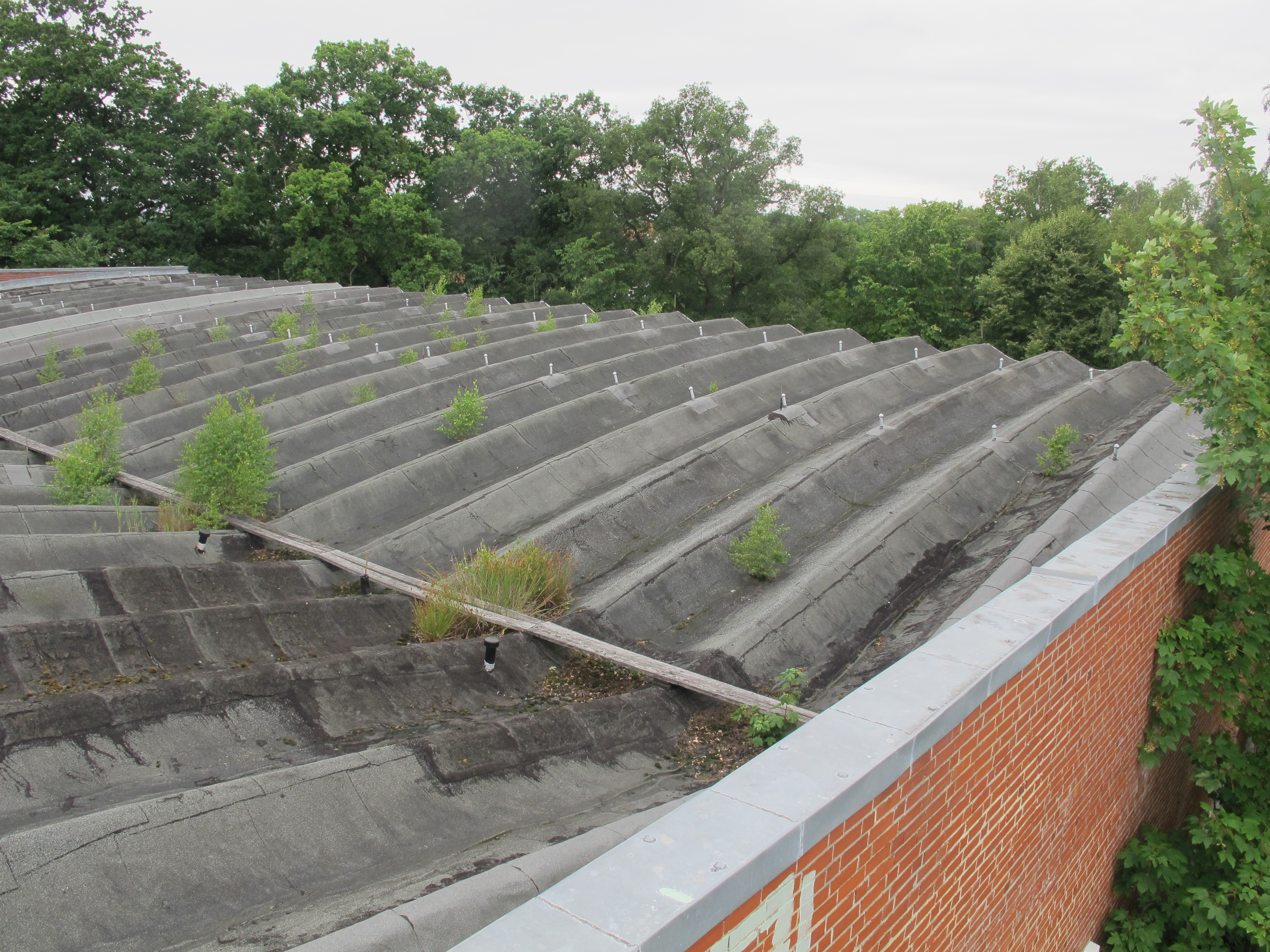
Dach der Volksschwimmhalle Lankow (Schwerin) vor der Sanierung

Der Hallenbau vom Typ Bitterfeld verfügt über spezielle Dachelemente, so genannte hyperbolische Paraboloidschalen (kurz: „HP-Schalen“). Dieses Bauelement eines langen, gebogenen und zugleich halbröhrenförmigen Dachträgers wurde von dem Architekten Herbert Müller entwickelt. Der Vorteil dieser Erfindung lag in der „erhöhten Knick- und Biegesteifigkeit“ als auch Materialeinsparung. Die Lankower Volksschwimmhalle ist das letzte Gebäude dieser Art in Schwerin und in Mecklenburg-Vorpommern. Eine weitere Schweriner Schwimmhalle gleichen Typs war im Jahr 2013 abgebrochen worden.

## Geplanter Abbruch und Denkmalstatus
Im Zuge der von dem Schweriner Architekten Gottreich Albrecht federführend angeregten Überprüfung hatte das Landesamt für Kultur und Denkmalpflege Mecklenburg-Vorpommern den Denkmalstatus der Schwimmhalle festgestellt. Als Begründung wurde dabei die aus heutiger Sicht in Mecklenburg-Vorpommern einzigartige Dachkonstruktion angeführt. Das Landesamt stellte die Forderung, das Gebäude in die Denkmalliste der Stadt aufzunehmen.
Die Landeshauptstadt prüfte daraufhin Rechtsmittel. Eine Eintragung in die Denkmalliste durch die Stadt Schwerin wurde folglich nicht vorgenommen, stattdessen trieb man die Abbruchpläne weiter voran. Daher forderte das Landesamt im August 2015 die sofortige Einstellung und Unterlassung aller Arbeiten, die dem Abbruch des Gebäudes oder der Vorbereitung des Abbruchs dienen. In einer Pressemitteilung widersprach die Stadtverwaltung dieser Aufforderung, stattdessen wollte man gegen die aus ihrer Sicht rechtswidrige Anordnung Widerspruch einlegen und die Abbrucharbeiten weiter vorantreiben. Eine Eintragung in die Denkmalliste durch die Stadt erfolgte dennoch 2015, nachdem der Architekt Ulrich Bunnemann sich als Investor bereiterklärt hatte, eine denkmalgerechte Sanierung des Gebäudes vorzunehmen.

## Umnutzungskonzept 2015

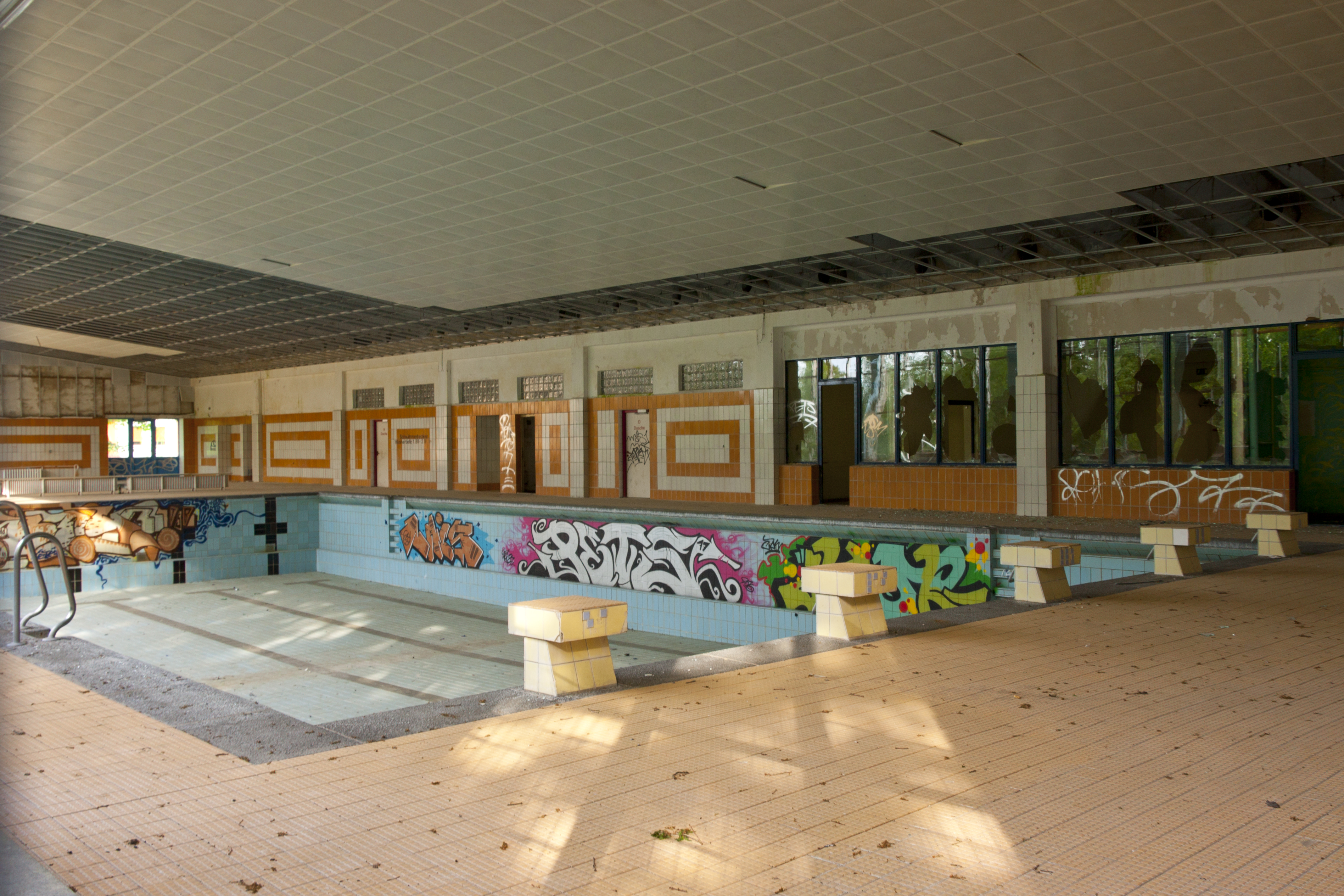
Schwimmbecken vor der Sanierung

Nachdem die Abbruchmaßnahmen bereits begonnen hatten, legte der Schweriner Architekt Ulrich Bunnemann der Stadt im Herbst 2015 ein Kaufangebot und ein Konzept zur Umnutzung der Halle vor. Dieses sah eine denkmalgerechte Sanierung vor. Während die Gebäudehülle in ihrer Form erhalten bleiben sollte, war geplant, das Innere des Gebäudes weitestgehend umzustrukturieren.
Eine Nutzung für ein kleines Schwimmbecken mit 12 × 4 m und 1,35 m Wassertiefe wurde beibehalten. Das Bad wird auch für die gesundheitliche Nutzung einer Physiotherapiepraxis verwendet. Das ehemalige Schwimmbecken erhielt eine Decke und dient heute als Keller. In Ergänzung dazu entstanden 2017/18 in einem Teilbereich der Halle sowie auf einer angrenzenden Fläche Wohnungen. Beim Umbau legte das Architekturbüro Wert auf die Verwendung von ökologischen Baustoffen. Die Planungen führte das Schweriner Architekturbüro Schelfbauhütte aus.

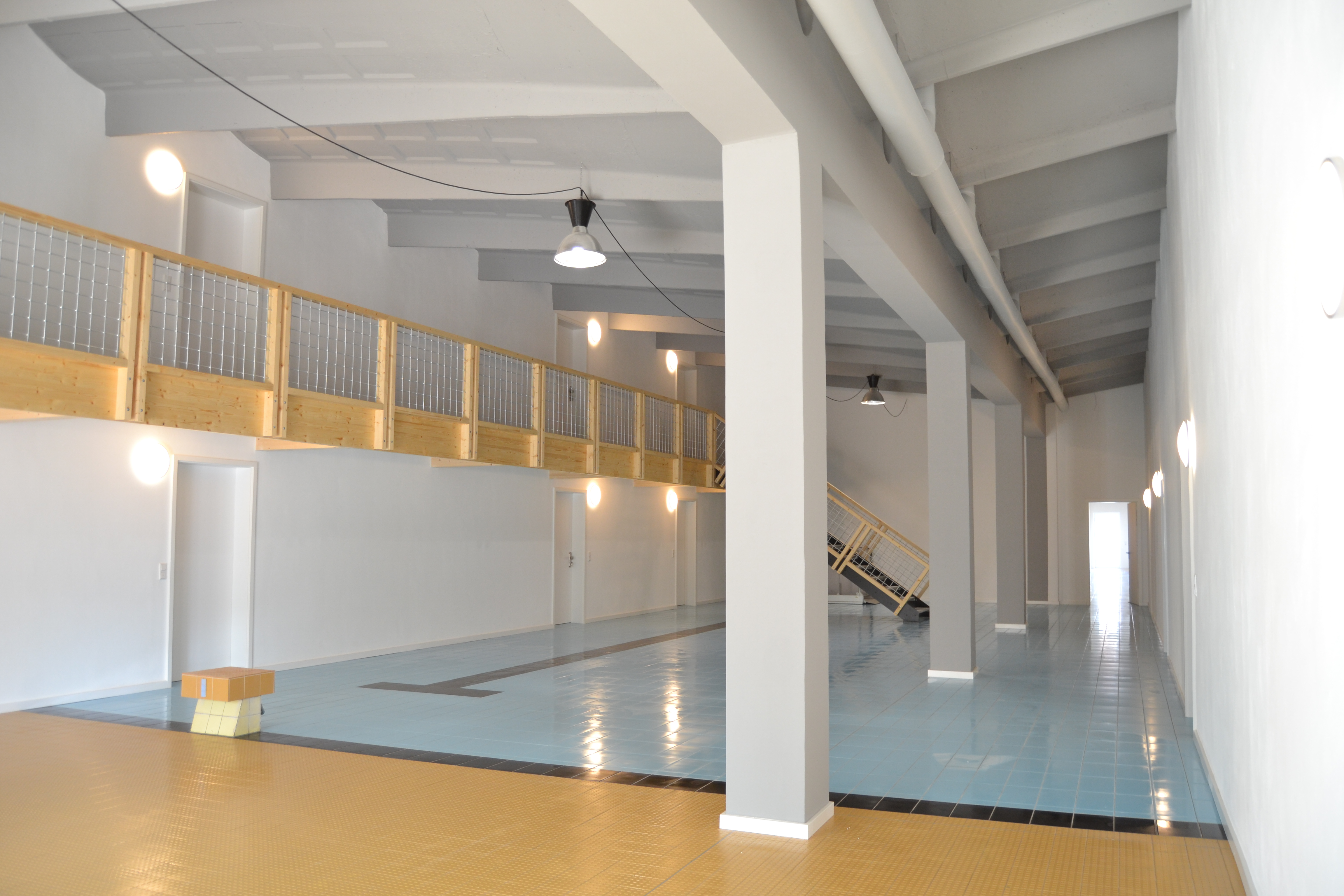
Foyer mit erhaltenem Startblock unter Hyparschalendach, 2017
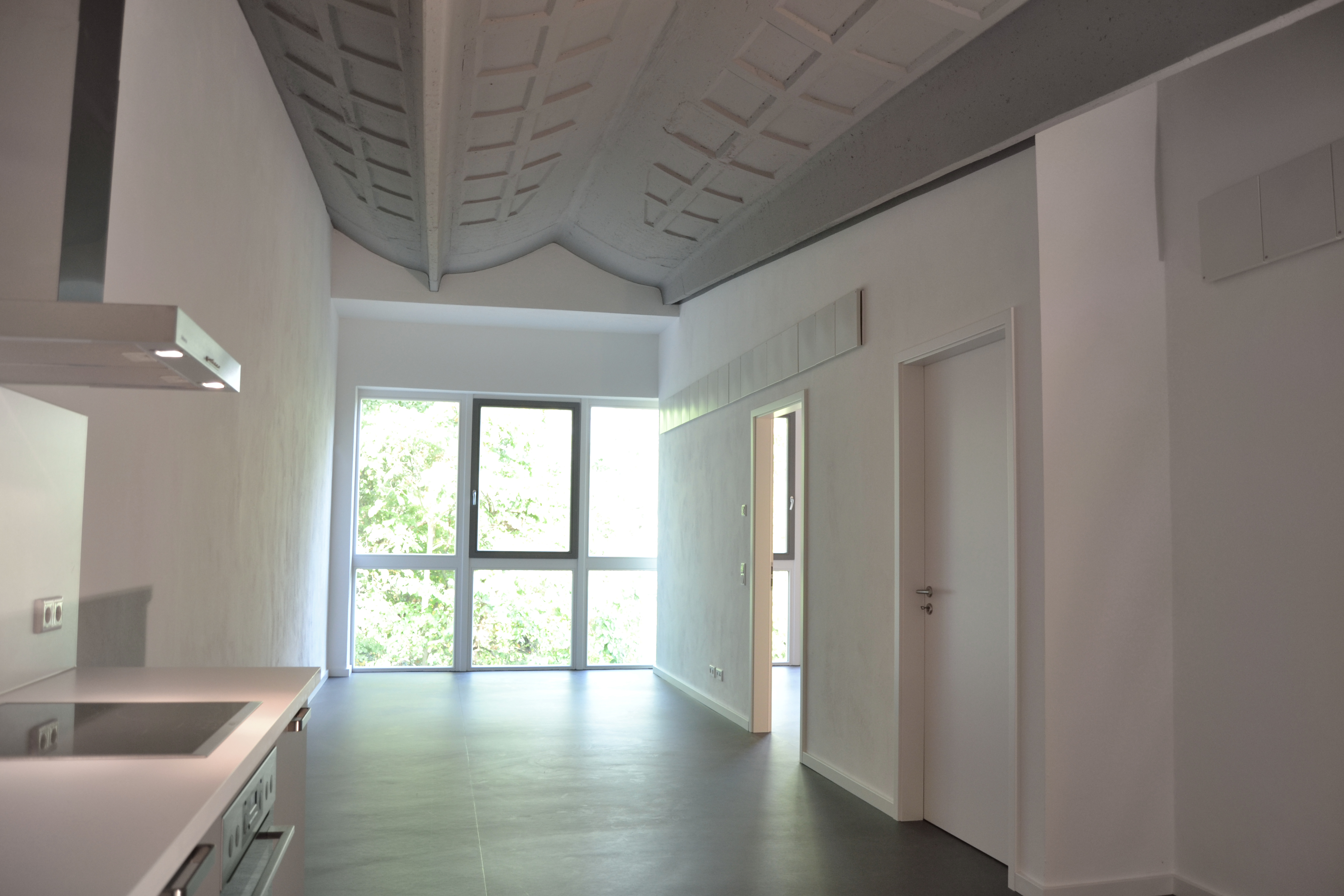
Etagenwohnung im Obergeschoss unter Hyparschalendach, 2017
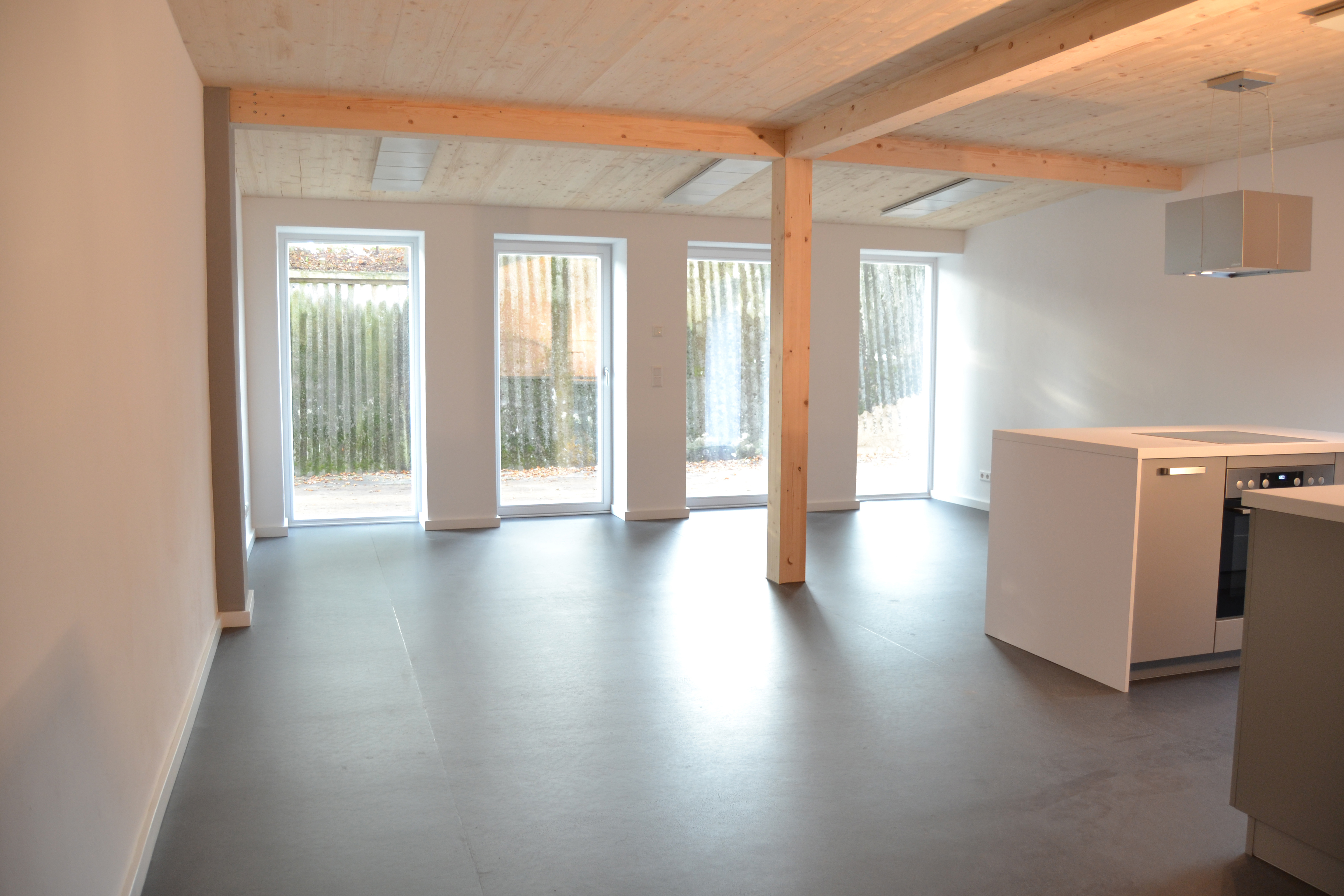
Erdgeschosswohnung, 2017

## Auszeichnung
- 2019: KfW Bauen Award • Sonderpreis der Jury, Vorsitz: Hans Kollhoff.[2]

## Filme
- Verrücktes Wohnen in Mecklenburg-Vorpommern. Leben in Schwimmhalle, Brauerei und Wasserturm. Dokumentarfilm, Deutschland, 2021, 58:30 Min., Buch: Andrea Haase, Kamera: Jon Lipinski, Hannes Sykora, Ingo Kiepul, Produktion: NDR, Reihe: die nordstory, Erstsendung: 29. Oktober 2021 bei NDR Fernsehen, Inhaltsangabe von NDR, Internet-Video aufrufbar bis zum 7. August 2026; Porträt dreier Bauprojekte vom Schweriner Architekt Ulrich Bunnemann, Volksschwimmhalle ab 17:29 – 20:24 Min.
- Wohnen in einer ehemaligen Schwimmhalle. Fernsehreportage, Deutschland, 2019, 3:05 Min., Buch: Andrea Haase, Kamera: Hannes Sykora, Produktion: NDR, Redaktion: Nordmagazin, Reihe: Ungewöhnliches Wohnen in MV, Erstsendung: 18. August 2019 bei NDR Fernsehen, Inhaltsangabe von NDR, (Memento vom 19. August 2019 im Internet Archive).
- Ehemalige DDR-Schwimmhalle mit Wohnungen wiederbelebt. Fernsehreportage, Deutschland, 2019, 4:48 Min., Buch und Regie: Lisa Vieth, Produktion: n-tv, Reihe: n-tv Ratgeber, Erstsendung: 24. Mai 2019 bei n-tv, Inhaltsangabe und Internet-Video.
- Wohnen in der Schwimmhalle. Fernsehreportage, Deutschland, 2017, 3:54 Min., Buch: Alexander Kamenezki, Kamera: Robert Waßmann, Produktion: MV1, Reihe: Heimat bewegt, Erstsendung: 17. November 2017 bei YouTube, Inhaltsangabe und Internet-Video von MV1, Rundgang mit Architekt Holger Diesing.
- Letzter Besuch in der Schwimmhalle Lankow. Fernsehreportage, Deutschland, 2015, 2:40 Min., Buch und Regie: N.N., Produktion: TV Schwerin, Erstsendung: 28. Januar 2015 bei YouTube, Internet-Video.